# オリジナル・シン (INXSの曲)
「オリジナル・シン」(Original Sin) は、オーストラリアのロック・グループINXSが、4枚目のアルバム『スウィング (The Swing)』からの最初のシングルとしてリリースした楽曲。マイケル・ハッチェンスとアンドリュー・ファリスが書いた曲で、ナイル・ロジャースがプロデュースした。
アメリカ合衆国では1983年12月にシングルとしてリリースされ、1984年に入ってから Billboard Hot 100 の58位まで浮上した。オーストラリアでは、1984年にチャートの首位に達し、同年のうちに世界的なヒットとなった。
コーラスの部分は、ハッチェンスとともにダリル・ホールが歌っている。オーストラリアでおこなわれたインタビューで、ホールは、ナイル・ロジャースに呼ばれて、この曲を歌うことになったと述べている。ロジャースはこの前年に、ホール&オーツのシングル「アダルト・エデュケーション (Adult Education)」のリミックスに参加していた。
この曲のミュージック・ビデオは「メッセージ (I Send a Message)」とともに日本で撮影されたもので、監督はヤスヒコ・ヤマモト (Yasuhiko Yamamoto) とクレジットされている。ビデオの中では、INXSのメンバーがオートバイに乗る場面や、彼らの周りにデコトラや祭りの屋台が現れたりする場面があり、撮影は晴海埠頭でおこなわれたとされる。

## 後年のリバイバル
2006年には、フランスのDJであるキャッシュ (Kash) が「Kash vs INXS」名義のリミックス・シングル「Dream On Black Girl (Original Sin)」を発表し、フランスでは最高55位までチャートを上昇した。
2010年、INXSは、ボーカリストにロブ・トーマスを迎え、キューバの女性ラッパーDJヤレディース (DJ Yalediys) を起用してダンス・シングルとして「オリジナル・シン」の再録音をおこなった。この録音は、バンド自身が過去の自分たちのヒット曲を取り上げる、自らによる「トリビュート・アルバム」とした、2010年のアルバム『オリジナル・シン』にタイトル曲として収録された。
2014年2月、セブン・ネットワークがミニ・シリーズ『INXS: Never Tear Us Apart』を放送したところ、「オリジナル・シン」がダウンロード・セールスによって、再びオーストラリアのチャートに入った。ARIAシングル・チャートでは、最高61位となった。

## トラックリスト

### 7インチ・シングル
| #  | タイトル                                                                          | 作詞 | 作曲・編曲 | 時間 |
| -- | --------------------------------------------------------------------------------- | --- | --- | ---- |
| 1. | 「オリジナル・シン - "Original Sin"」                                             | M・ハッチェンス 、 A・ファリス [ 7 ] | M・ハッチェンス 、 A・ファリス [ 7 ] | 3:45 |
| 2. | 「イン・ヴェイン / ジャスト・キープ・ウォーキング - "In Vain/Just Keep Walking"」 | G・ビアーズ （ 英語版 ） 、M・ハッチェンス、A・ファリス、 J・ファリス （ 英語版 ） 、 T・ファリス （ 英語版 ） 、 K・ペンギリー （ 英語版 ） [ 8 ] | G・ビアーズ （ 英語版 ） 、M・ハッチェンス、A・ファリス、 J・ファリス （ 英語版 ） 、 T・ファリス （ 英語版 ） 、 K・ペンギリー （ 英語版 ） [ 9 ] | 7:24 |

### 12インチ・シングル/CDマキシ・シングル
| #  | タイトル                                                  | 作詞                                | 作曲・編曲                          | 時間 |
| -- | --------------------------------------------------------- | ----------------------------------- | ----------------------------------- | ---- |
| 1. | 「オリジナル・シン - "Original Sin"」(Extended remix)     | M・ハッチェンス、A・ファリス [ 7 ]  | M・ハッチェンス、A・ファリス [ 7 ]  | 6:23 |
| 2. | 「ジャンズ・ソング - "Jan's Song"」(ライブ)               | M・ハッチェンス、A・ファリス [ 10 ] | M・ハッチェンス、A・ファリス [ 11 ] | 3:06 |
| 3. | 「トゥ・ルック・アット・ユー - "To Look at You"」(ライブ) | A・ファリス [ 12 ]                  | A・ファリス [ 13 ]                  | 3:39 |

## チャート
| 年    | チャート                                         | 最高位 |
| ----- | ------------------------------------------------ | ------ |
| 1984  | オーストラリア（ケント・ミュージック・レポート） | 1      |
| 1984  | ベルギー (Ultratop 50 Flanders)                  | 29     |
| 1984  | カナダ トップシングルス (RPM)                    | 20     |
| 1984  | フランス (IFOP)                                  | 1      |
| 1984  | オランダ (Dutch Top 40)                          | 29     |
| 1984  | オランダ (Single Top 100)                        | 31     |
| 1984  | ニュージーランド (Recorded Music NZ)             | 6      |
| 1984  | スイス (Schweizer Hitparade)                     | 23     |
| 1984  | US Billboard Hot 100                             | 58     |
| 1984  | US（キャッシュボックス）                         | 62     |
| 20061 | フランス (SNEP)                                  | 55     |
| 2011  | US Billboard Hot Dance Club Songs                | 1      |

| チャート（1984年）                 | 順位 |
| ---------------------------------- | ---- |
| オーストラリア (Kent Music Report) | 12   |
| フランス (IFOP)                    | 55   |